# SV Wacker Bernburg
SV Wacker Bernburg was een Duitse voetbalclub uit Bernburg, Saksen-Anhalt.

## Geschiedenis
De club werd opgericht in 1910 als FC Wacker 1910 Bernburg. Wacker sloot zich aan bij de Midden-Duitse voetbalbond en speelde vanaf 1917/18 in de competitie van Anhalt. Na 1919 werd de Anhaltse competitie de tweede klasse van de Kreisliga Elbe. Na het seizoen 1923 werd de Anhaltse competitie als Gauliga Anhalt terug opgewaardeerd als hoogste klasse. In 1926 werd de naam gewijzigd in SV Wacker Bernburg. Nadat de club in 1929 vicekampioen werd achter SV Köthen 02 konden ze in 1930 met één punt voorsprong op Viktoria Zerbst de eerste titel binnen halen. In de Midden-Duitse eindronde versloeg de club FC Viktoria 09 Stendal met 6-2, maar werd dan door Sturm Chemnitz verslagen. In 1931 kon de club de titel verlengen en versloeg in de eindronde nu FC Germania Halberstadt, maar werd dan verslagen door Wacker Halle. 
In 1933 werd de competitie geherstructureerd. De Midden-Duitse bond werd ontbonden en de vele competities werden vervangen door de Gauliga Mitte en Gauliga Sachsen. De clubs uit Anhalt werden te licht bevonden voor de Gauliga Mitte en voor de Bezirksklasse Magdeburg-Anhalt plaatsten zich slechts vier clubs. Ondanks een derde plaats was het stadsrivaal SV 07 Bernburg, die vijfde geëindigd waren, dat de voorkeur kreeg op Wacker dat nu in de Kreisklasse Anhalt (derde niveau) ging spelen. 
De club werd meteen kampioen, maar kon via de eindronde geen promotie afdwingen. Na een nieuwe titel in 1937 slaagde de club hier wel in. De promovendus werd in 1938 vicekampioen achter Fortuna Magdeburg en zag zo een tweede opeenvolgende promotie aan zich voorbij gaan. De volgende jaren eindigde de club in de middenmoot tot een degradatie volgde in 1943 
Na de Tweede Wereldoorlog werden alle Duitse voetbalclubs ontbonden. Wacker Bernburg werd niet meer heropgericht.

## Erelijst
Kampioen Anhalt 
1930, 1931